# Mistrzostwa Estonii w snookerze
Mistrzostwa Estonii w snookerze to coroczny turniej snookera, który ma na celu wyłonienie mistrza Estonii w tej odmianie bilarda. Zawody organizowane są organizowane od 2003 roku przez Estońskie Stowarzyszenie Bilarda (Eesti Piljardiliit).
Rekordzistą wśród mistrzów jest Andres Petrov z 9 tytułami.

## Finały
| Rok  | Mistrz            | Wynik       | Finalista          | Półfinaliści                          | Przypisy      |
| ---- | ----------------- | ----------- | ------------------ | ------------------------------------- | ------------- |
| 2003 | Oliver Auns       | brak danych | brak danych        | brak danych                           | [ 1 ]         |
| 2007 | Ermil Kuldkepp    | 3-2         | Karl Mihkelson     | brak danych                           | [ 2 ] [ 3 ]   |
| 2010 | Rafig Adigazalov  | 7-5         | Andres Petrov      | Ermil Kuldkepp Martin Maasik          | [ 4 ] [ 5 ]   |
| 2011 | Erki Erm          | 5-3         | Martin Maasik      | Ermil Kuldkepp Mario Märtsin          | [ 6 ] [ 7 ]   |
| 2012 | Raimo Teesaar     | 6-2         | Andres Petrov      | Vjatšeslav Kiriljus Rafig Adigazalov  | [ 8 ] [ 9 ]   |
| 2013 | Andres Petrov     | 6-0         | Alexander Leitmäe  | Mario Märtsin Vjatšeslav Kiriljus     | [ 10 ] [ 11 ] |
| 2014 | Andres Petrov     | 6-1         | Mihkel Rehepapp    | Alexander Leitmäe Vjatšeslav Kiriljus | [ 12 ] [ 13 ] |
| 2015 | Andres Petrov     | 6-4         | Alexander Leitmäe  | Mario Märtsin Svjatoslav Romanov      | [ 14 ] [ 15 ] |
| 2016 | Andres Petrov     | 6-2         | Alexander Leitmäe  | Svjatoslav Romanov Mario Märtsin      | [ 16 ] [ 17 ] |
| 2017 | Andres Petrov     | 6-0         | Alexander Leitmäe  | Marko Jeršov Rainer Laar              | [ 18 ] [ 19 ] |
| 2018 | Andres Petrov     | 6-3         | Denis Grabe        | Alexander Leitmäe Denis Sokolov       | [ 20 ] [ 21 ] |
| 2019 | Andres Petrov     | 6-0         | Denis Sokolov      | Mario Märtsin Ville Pärn              | [ 22 ] [ 23 ] |
| 2020 | Andres Petrov     | 6-3         | Denis Grabe        | Mark Mägi Marko Jeršov                | [ 24 ] [ 25 ] |
| 2021 | Andres Petrov     | 6-1         | Mark Mägi          | Karl Oskar Toovere Aleksandr Vlassov  | [ 26 ] [ 27 ] |
| 2022 | Alexander Leitmäe | 6-1         | Mario Märtsin      | Mario Kallikorm Karl Oskar Toovere    | [ 28 ] [ 29 ] |
| 2023 | Mark Mägi         | 6-0         | Karl Oskar Toovere | Raimo Teesaar Mario Märtsin           | [ 30 ] [ 31 ] |
| 2024 | Denis Sokolov     | 6-0         | Mario Märtsin      | Karl Oskar Toovere Aleksandr Vlassov  | [ 32 ] [ 33 ] |

## Klasyfikacja medalowa
| Miejsce | Zawodnik           |   |   |   |
| ------- | ------------------ | - | - | - |
| 1       | Andres Petrov      | 9 | 2 | 0 |
| 2       | Alexander Leitmäe  | 1 | 4 | 2 |
| 3       | Mark Mägi          | 1 | 1 | 1 |
| 3       | Denis Sokolov      | 1 | 1 | 1 |
| 5       | Ermil Kuldkepp     | 1 | 0 | 2 |
| 6       | Rafig Adigazalov   | 1 | 0 | 1 |
| 6       | Raimo Teesaar      | 1 | 0 | 1 |
| 8       | Erki Erm           | 1 | 0 | 0 |
| 8       | Oliver Auns        | 1 | 0 | 0 |
| 10      | Mario Märtsin      | 0 | 2 | 6 |
| 11      | Denis Grabe        | 0 | 2 | 0 |
| 12      | Karl Oskar Toovere | 0 | 1 | 3 |
| 13      | Martin Maasik      | 0 | 1 | 1 |
| 14      | Mihkel Rehepapp    | 0 | 1 | 0 |
| 14      | Karl Mihkelson     | 0 | 1 | 0 |